# Fiener Damm

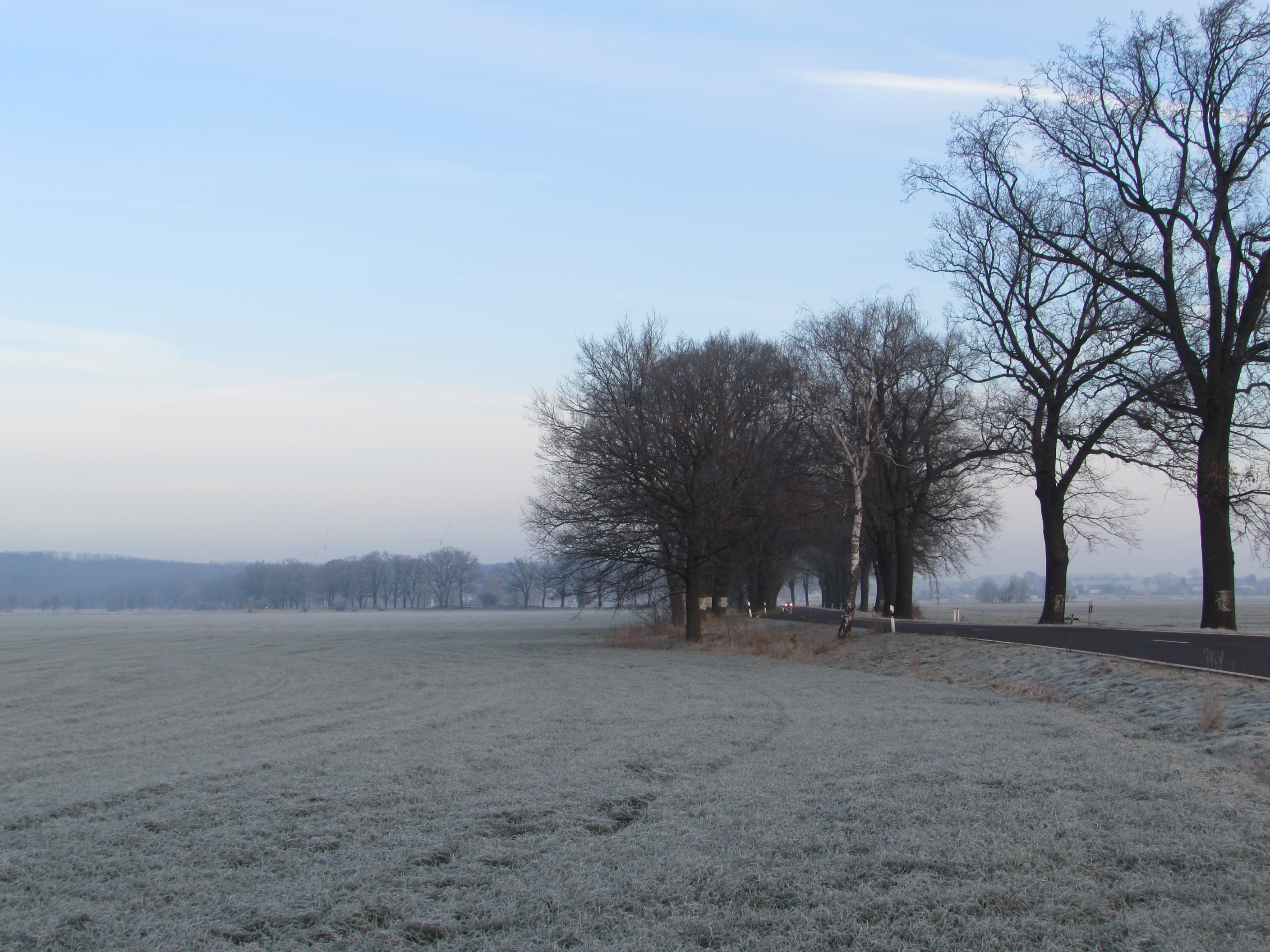
Der Fiener Damm

Der Fiener Damm ist eine spätestens seit dem Mittelalter bestehende, aufgeschüttete Querung des Fiener Bruchs. Er wurde an der schmalsten Stelle des eiszeitlichen Feuchtgebietes Fiener Bruch, dieses ist Teil des Baruther Urstromtals, westlich des Dorfes Rogäsen angelegt. Die an dieser Stelle ausgesprochen geringe Breite des Urstromtals ergibt sich durch einen südlich aufgespülten Schwemmkegel, die Bücknitzer Heide. Der Damm hat eine Länge von etwa anderthalb Kilometern. Auf ihm verläuft die Landesstraße 96. Zum Damm gehören mehrere kleinere Brückenbauwerke über Gräben und Fließe wie den Buckauer Hauptgraben oder den Zitzer Landgraben. 
Der Fiener Damm lag im Verlauf der Heerstraße Brandenburg–Magdeburg auf dem Weg von Brandenburg zur Bischofsresidenz Ziesar. Ende des 15. Jahrhunderts ließ der Brandenburgische Bischof, dessen Residenz die Burg Ziesar war, den Fiener Damm erneuern, wofür er ein Dammgeld, einen Wegzoll kassierte. 1813 kam es während der Befreiungskriege auf und um den Damm zu Kämpfen preußischer und französischer Truppenverbände. Parallel zum vorbestehenden Straßendamm wurde bis 1901 für die mittlerweile stillgelegte Bahnstrecke Wusterwitz–Görzke ein Bahndamm angelegt.
Der Fiener Damm ist als Allee mit Bäumen gesäumt. Er darf auf seiner gesamten Länge mit einer Geschwindigkeit von 70 km/h befahren werden.

## Sage
Einer örtlichen Sage nach, bewacht ein riesiger Hund nachts an der Brücke auf dem Fiener Damm den Übergang durch das Fiener Bruch und soll keinen Reisenden hindurch lassen. Um 1 Uhr nachts soll der Hund von der Brücke in den Graben springen.